# اسلوپ کلاس الرت
اسلوپ کلاس الرت (به انگلیسی: Alert-class sloop) یک کلاس از اسلوپ‌ها است که طول آن ۱۸۰ فوت (۵۵ متر) می‌باشد.